# 主日
主日（拉丁語：dies dominica，源自通用希腊语：he kuriake hemera）即主的日子，亦称礼拜日，在基督宗教傳統中，即是星期日，在這天，基督徒會舉行宗教儀式。大部分基督徒按照新约圣经中四福音的记载，相信耶稣的复活发生在“七日的第一日”，遵守此日作为纪念。这一传统开始于基督教历史的最初时期，在每个星期日早晨聚集敬拜主耶稣基督，因此称为“主日”。
聖經上提到耶穌死亡的當天過了傍晚是安息日（星期五的日落到星期六的日落），而耶穌在第三日復活，故推算為星期日。

## 另見
- 主日學
- 基督教安息日